# Campionatul European de Handbal Feminin din 2022 - Calificările
Această pagină descrie procesul de calificare pentru Campionatul European de Handbal Feminin din 2022.

## Sistemul calificărilor
Tragerea la sorți a grupelor de calificare la Campionatul European din 2022 s-a desfășurat pe 25 martie 2021, de la ora 11:00 CET, la sediul EHF din Viena, Austria. Slovenia, Macedonia de Nord și Muntenegru, ca țări gazde, s-au calificat direct. Norvegia, campioana europeană din 2020, s-a calificat și ea direct în faza finală a competiției din 2022.
În afara celor patru, alte 32 de echipe au fost înregistrate să participe și să concureze pentru 12 locuri la turneul final, în două faze distincte de calificări. Cele trei câștigătoare ale fazei 1 au avansat în faza a 2-a și s-au alăturat celor 21 de echipe distribuite direct în această rundă. În faza a 2-a, cele 24 de selecționate au fost împărțite în șase grupe de câte patru echipe. Primele două formații din fiecare grupă s-au calificat la turneul final.
Tragerea la sorți a fost transmisă în direct pe pagina de Facebook a Campionatului European și pe canalul oficial YouTube al EHF.

## Faza 1 de calificări
În această fază au participat 11 echipe naționale cel mai slab cotate din punctul de vedere al coeficienților EHF. Ele au fost distribuite în două grupe de câte patru și o grupă cu trei echipe, iar meciurile s-au disputat în trei întreceri de tip turneu, între 3 și 6 iunie 2021. Insulele Feroe, Portugalia, și Grecia au primit prioritate în dreptul de organizare a fazei 1 de calificări, prin tragerea la sorți efectuată pe 17 martie 2021, la sediul EHF din Viena.

### Distribuția în urnele valorice
Cele 11 echipe au fost distribuite în 4 urne valorice.
| Urna 1                               | Urna a 2-a               | Urna a 3-a                                   | Urna a 4-a      |
| ------------------------------------ | ------------------------ | -------------------------------------------- | --------------- |
| Insulele Feroe · Portugalia · Grecia | Italia · Kosovo · Israel | Finlanda · Luxemburg · Bosnia și Herțegovina | Cipru · Letonia |

În urma tragerii la sorți au rezultat următoarele grupe:

### Grupa 1
| Loc | Echipa     | MJ | V | E | Î | GM  | GP | DG  | Pct | Calificare               |
| --- | ---------- | -- | - | - | - | --- | -- | --- | --- | ------------------------ |
| 1   | Portugalia | 3  | 3 | 0 | 0 | 100 | 48 | +52 | 6   | Faza a 2-a de calificări |
| 2   | Kosovo (H) | 3  | 2 | 0 | 1 | 80  | 78 | +2  | 4   |                          |
| 3   | Cipru      | 3  | 1 | 0 | 2 | 59  | 81 | −22 | 2   |                          |
| 4   | Luxemburg  | 3  | 0 | 0 | 3 | 60  | 92 | −32 | 0   |                          |

| 3 iunie 2021 17:00 | Portugalia           | 38 − 14 | Luxemburg | Pallati i Rinise dhe Sporteve, Priștina Asistență: 0 Arbitri: Hatipoğlu, Şimşek |
| 3 iunie 2021 17:00 | Da Silva, Monteiro 5 | (18−10) | Welter 4  | Pallati i Rinise dhe Sporteve, Priștina Asistență: 0 Arbitri: Hatipoğlu, Şimşek |
| 3 iunie 2021 17:00 | 7× 1×                | Raport  | 4× 3×     | Pallati i Rinise dhe Sporteve, Priștina Asistență: 0 Arbitri: Hatipoğlu, Şimşek |

| 3 iunie 2021 19:30 | Kosovo           | 30 – 21 | Cipru   | Pallati i Rinise dhe Sporteve, Priștina Asistență: 0 Arbitri: Mikelić, Parađina |
| 3 iunie 2021 19:30 | Hajdari, Zogaj 7 | (14−9)  | Papa 11 | Pallati i Rinise dhe Sporteve, Priștina Asistență: 0 Arbitri: Mikelić, Parađina |
| 3 iunie 2021 19:30 | 5× 2×            | Raport  | 2× 3×   | Pallati i Rinise dhe Sporteve, Priștina Asistență: 0 Arbitri: Mikelić, Parađina |

| 4 iunie 2021 17:00 | Cipru    | 17 – 32 | Portugalia | Pallati i Rinise dhe Sporteve, Priștina Asistență: 0 Arbitri: Mikelić, Parađina |
| 4 iunie 2021 17:00 | Papa 5   | (8–19)  | Monteiro 8 | Pallati i Rinise dhe Sporteve, Priștina Asistență: 0 Arbitri: Mikelić, Parađina |
| 4 iunie 2021 17:00 | 5× 3× 1× | Raport  | 3× 1×      | Pallati i Rinise dhe Sporteve, Priștina Asistență: 0 Arbitri: Mikelić, Parađina |

| 4 iunie 2021 19:30 | Luxemburg | 27 – 33 | Kosovo   | Pallati i Rinise dhe Sporteve, Priștina Asistență: 0 Arbitri: Hatipoğlu, Şimşek |
| 4 iunie 2021 19:30 | Welter 7  | (9–16)  | Marku 10 | Pallati i Rinise dhe Sporteve, Priștina Asistență: 0 Arbitri: Hatipoğlu, Şimşek |
| 4 iunie 2021 19:30 | 6× 2×     | Raport  | 4× 3×    | Pallati i Rinise dhe Sporteve, Priștina Asistență: 0 Arbitri: Hatipoğlu, Şimşek |

| 5 iunie 2021 17:00 | Luxemburg | 19 – 21 | Cipru  | Pallati i Rinise dhe Sporteve, Priștina Asistență: 0 Arbitri: Mikelić, Parađina |
| 5 iunie 2021 17:00 | Dautaj 5  | (9–9)   | Papa 7 | Pallati i Rinise dhe Sporteve, Priștina Asistență: 0 Arbitri: Mikelić, Parađina |
| 5 iunie 2021 17:00 | 3× 2×     | Raport  | 1× 2×  | Pallati i Rinise dhe Sporteve, Priștina Asistență: 0 Arbitri: Mikelić, Parađina |

| 5 iunie 2021 19:30 | Portugalia | 30 – 17 | Kosovo     | Pallati i Rinise dhe Sporteve, Priștina Asistență: 0 Arbitri: Hatipoğlu, Şimşek |
| 5 iunie 2021 19:30 | Sousa 5    | (12–7)  | Gjikokaj 5 | Pallati i Rinise dhe Sporteve, Priștina Asistență: 0 Arbitri: Hatipoğlu, Şimşek |
| 5 iunie 2021 19:30 | 4× 3×      | Raport  | 3× 1×      | Pallati i Rinise dhe Sporteve, Priștina Asistență: 0 Arbitri: Hatipoğlu, Şimşek |

### Grupa a 2-a
| Loc | Echipa                | MJ | V | E | Î | GM | GP | DG  | Pct | Calificare               |
| --- | --------------------- | -- | - | - | - | -- | -- | --- | --- | ------------------------ |
| 1   | Grecia (H)            | 3  | 3 | 0 | 0 | 96 | 57 | +39 | 6   | Faza a 2-a de calificări |
| 2   | Bosnia și Herțegovina | 3  | 2 | 0 | 1 | 74 | 70 | +4  | 4   |                          |
| 3   | Italia                | 3  | 1 | 0 | 2 | 54 | 58 | −4  | 2   |                          |
| 4   | Letonia               | 3  | 0 | 0 | 3 | 36 | 75 | −39 | 0   |                          |

| 4 iunie 2021 17:00 | Grecia                      | 29 – 18 | Bosnia și Herțegovina | Sala Sporturilor Filippio, Veria Asistență: 0 Arbitri: Iovcev, Iovcev |
| 4 iunie 2021 17:00 | Chatziparasidou, Gkatziou 6 | (15–10) | Isić 5                | Sala Sporturilor Filippio, Veria Asistență: 0 Arbitri: Iovcev, Iovcev |
| 4 iunie 2021 17:00 | 2×                          | Raport  | 6× 2×                 | Sala Sporturilor Filippio, Veria Asistență: 0 Arbitri: Iovcev, Iovcev |

| 5 iunie 2021 15:00 | Bosnia și Herțegovina | 25 – 22 | Italia       | Sala Sporturilor Filippio, Veria Asistență: 0 Arbitri: Vitaku, Vitaku |
| 5 iunie 2021 15:00 | Gudelj, Kolašinac 5   | (15–12) | Manojlovic 8 | Sala Sporturilor Filippio, Veria Asistență: 0 Arbitri: Vitaku, Vitaku |
| 5 iunie 2021 15:00 | 5× 3×                 | Raport  | 1× 2×        | Sala Sporturilor Filippio, Veria Asistență: 0 Arbitri: Vitaku, Vitaku |

| 5 iunie 2021 17:00 | Letonia    | 17 – 34 | Grecia             | Sala Sporturilor Filippio, Veria Asistență: 0 Arbitri: Iovcev, Iovcev |
| 5 iunie 2021 17:00 | Cibuļska 4 | (8–17)  | Tsàkalou, Zeneli 5 | Sala Sporturilor Filippio, Veria Asistență: 0 Arbitri: Iovcev, Iovcev |
| 5 iunie 2021 17:00 | 2× 1×      | Raport  | 3× 2×              | Sala Sporturilor Filippio, Veria Asistență: 0 Arbitri: Iovcev, Iovcev |

| 6 iunie 2021 12:00 | Bosnia și Herțegovina | 31 – 19 | Letonia    | Sala Sporturilor Filippio, Veria Asistență: 0 Arbitri: Vitaku, Vitaku |
| 6 iunie 2021 12:00 | Čutura 6              | (16–7)  | Cibuļska 7 | Sala Sporturilor Filippio, Veria Asistență: 0 Arbitri: Vitaku, Vitaku |
| 6 iunie 2021 12:00 | 3×                    | Raport  | 2×         | Sala Sporturilor Filippio, Veria Asistență: 0 Arbitri: Vitaku, Vitaku |

| 6 iunie 2021 14:00 | Grecia     | 33 – 22 | Italia     | Sala Sporturilor Filippio, Veria Asistență: 0 Arbitri: Iovcev, Iovcev |
| 6 iunie 2021 14:00 | Gkatziou 6 | (15–9)  | Rortondo 5 | Sala Sporturilor Filippio, Veria Asistență: 0 Arbitri: Iovcev, Iovcev |
| 6 iunie 2021 14:00 | 4× 1×      | Raport  | 3× 1×      | Sala Sporturilor Filippio, Veria Asistență: 0 Arbitri: Iovcev, Iovcev |

|  | Italia | 10 – 0 | Letonia |  |
|  |        |        |         |  |
|  |        |        |         |  |

### Grupa a 3-a
| Loc | Echipa             | MJ | V | E | Î | GM | GP | DG | Pct | Calificare               |
| --- | ------------------ | -- | - | - | - | -- | -- | -- | --- | ------------------------ |
| 1   | Insulele Feroe (H) | 2  | 2 | 0 | 0 | 50 | 44 | +6 | 4   | Faza a 2-a de calificări |
| 2   | Finlanda           | 2  | 1 | 0 | 1 | 47 | 45 | +2 | 2   |                          |
| 3   | Israel             | 2  | 0 | 0 | 2 | 49 | 57 | −8 | 0   |                          |

| 4 iunie 2021 19:30 | Finlanda | 19 – 21 | Insulele Feroe           | Høllin á Hálsi, Tórshavn Asistență: 50 Arbitri: Christiansen, Hansen |
| 4 iunie 2021 19:30 | Aarnio 7 | (10–9)  | Geirsdóttir, Mortensen 4 | Høllin á Hálsi, Tórshavn Asistență: 50 Arbitri: Christiansen, Hansen |
| 4 iunie 2021 19:30 | 5× 2×    | Raport  | 4×                       | Høllin á Hálsi, Tórshavn Asistență: 50 Arbitri: Christiansen, Hansen |

| 5 iunie 2021 19:00 | Israel   | 24 – 28 | Finlanda             | Høllin á Hálsi, Tórshavn Asistență: 30 Arbitri: Christiansen, Hansen |
| 5 iunie 2021 19:00 | Vakrat 9 | (10–14) | Fredriksson, Hilli 7 | Høllin á Hálsi, Tórshavn Asistență: 30 Arbitri: Christiansen, Hansen |
| 5 iunie 2021 19:00 | 6× 2×    | Raport  | 5×                   | Høllin á Hálsi, Tórshavn Asistență: 30 Arbitri: Christiansen, Hansen |

| 6 iunie 2021 19:00 | Insulele Feroe | 29 – 25 | Israel    | Høllin á Hálsi, Tórshavn Asistență: 70 Arbitri: Christiansen, Hansen |
| 6 iunie 2021 19:00 | Krossteig 7    | (15–11) | Vakrat 11 | Høllin á Hálsi, Tórshavn Asistență: 70 Arbitri: Christiansen, Hansen |
| 6 iunie 2021 19:00 | 5×             | Raport  | 4× 2×     | Høllin á Hálsi, Tórshavn Asistență: 70 Arbitri: Christiansen, Hansen |

## Faza a 2-a de calificări

### Distribuția în urnele valorice
Pe 8 martie 2021, Federația Europeană de Handbal a anunțat distribuția echipelor în urnele valorice, conform coeficienților EHF. Aceasta a fost următoarea:
| Urna 1                                                       | Urna a 2-a                                                | Urna a 3-a                                               | Urna a 4-a                                                         |
| ------------------------------------------------------------ | --------------------------------------------------------- | -------------------------------------------------------- | ------------------------------------------------------------------ |
| Țările de Jos · Rusia · Franța · Danemarca · Spania · Suedia | Germania · România · Serbia · Ungaria · Croația · Polonia | Cehia · Austria · Belarus · Elveția · Slovacia · Islanda | Turcia · Lituania · Ucraina · Portugalia · Grecia · Insulele Feroe |

### Grupa A
| Loc | Echipa   | MJ | V | E | Î | GM  | GP  | DG  | Pct | Calificare    |
| --- | -------- | -- | - | - | - | --- | --- | --- | --- | ------------- |
| 1   | Polonia  | 6  | 6 | 0 | 0 | 158 | 97  | +61 | 12  | Turneul final |
| 2   | Elveția  | 6  | 3 | 0 | 3 | 150 | 136 | +14 | 6   | Turneul final |
| 3   | Lituania | 6  | 1 | 0 | 5 | 128 | 181 | −53 | 2   |               |
| 4   | Rusia    | 6  | 2 | 0 | 4 | 61  | 83  | −22 | 4   | Exclusă       |

| 6 octombrie 2021 18:00 CEST | Polonia             | 36 – 22 | Lituania | Stegu Arena, Opole Asistență: 2.000 Arbitri: Cipov, Klus |
| 6 octombrie 2021 18:00 CEST | Matuszczyk, Nocuń 5 | (22–12) | Stropė 7 | Stegu Arena, Opole Asistență: 2.000 Arbitri: Cipov, Klus |
| 6 octombrie 2021 18:00 CEST | 4× 2×               | Raport  | 3× 1×    | Stegu Arena, Opole Asistență: 2.000 Arbitri: Cipov, Klus |

| 6 octombrie 2021 18:30 CEST | Rusia        | 26 – 22 | Elveția         | VTB Arena, Moscova Asistență: 750 Arbitri: Nabokau, Kulik |
| 6 octombrie 2021 18:30 CEST | Kirdiașeva 6 | (13–7)  | Hodel, Kündig 5 | VTB Arena, Moscova Asistență: 750 Arbitri: Nabokau, Kulik |
| 6 octombrie 2021 18:30 CEST | 3× 1×        | Raport  | 5× 1×           | VTB Arena, Moscova Asistență: 750 Arbitri: Nabokau, Kulik |

| 9 octombrie 2021 15:00 CEST | Lituania | 21 – 35 | Rusia          | Švyturio Arena, Klaipėda Asistență: 300 Arbitri: Kinnari, Skogberg |
| 9 octombrie 2021 15:00 CEST | Stropė 5 | (10–17) | Mihailicenko 6 | Švyturio Arena, Klaipėda Asistență: 300 Arbitri: Kinnari, Skogberg |
| 9 octombrie 2021 15:00 CEST | 2×       | Raport  | 4× 1×          | Švyturio Arena, Klaipėda Asistență: 300 Arbitri: Kinnari, Skogberg |

| 10 octombrie 2021 15:00 CEST | Elveția | 22 – 31 | Polonia      | Axa Arena, Winterthur Asistență: 820 Arbitri: Lončar, Lončar |
| 10 octombrie 2021 15:00 CEST | Hodel 6 | (13–15) | Kobylińska 6 | Axa Arena, Winterthur Asistență: 820 Arbitri: Lončar, Lončar |
| 10 octombrie 2021 15:00 CEST | 4× 1×   | Raport  | 5× 1×        | Axa Arena, Winterthur Asistență: 820 Arbitri: Lončar, Lončar |

| 3 martie 2022 18:00 | Polonia | 10 – 0 | Rusia | Hala Widowiskowa Sportowa, Koszalin |
| 3 martie 2022 18:00 | Raport  |        |       | Hala Widowiskowa Sportowa, Koszalin |
| 3 martie 2022 18:00 |         |        |       | Hala Widowiskowa Sportowa, Koszalin |

| 3 martie 2022 18:00 | Lituania     | 30 – 36 | Elveția  | Švyturio Arena, Klaipėda Asistență: 150 Arbitri: Iovcev, Ionțev |
| 3 martie 2022 18:00 | Repečkaitė 8 | (19–18) | Hodel 12 | Švyturio Arena, Klaipėda Asistență: 150 Arbitri: Iovcev, Ionțev |
| 3 martie 2022 18:00 | 4× 2×        | Raport  | 3× 1×    | Švyturio Arena, Klaipėda Asistență: 150 Arbitri: Iovcev, Ionțev |

| 6 martie 2022 13:00 | Rusia  | 0 – 10 | Polonia | Complexul sportiv „Zvezdnîi”, Astrahan |
| 6 martie 2022 13:00 | Raport |        |         | Complexul sportiv „Zvezdnîi”, Astrahan |
| 6 martie 2022 13:00 |        |        |         | Complexul sportiv „Zvezdnîi”, Astrahan |

| 6 martie 2022 16:00 | Elveția   | 34 – 18 | Lituania   | Mobiliar Arena, Gümligen Asistență: 1.250 Arbitri: Geraets, Geraets |
| 6 martie 2022 16:00 | Kündig 12 | (12–10) | Kolosovė 9 | Mobiliar Arena, Gümligen Asistență: 1.250 Arbitri: Geraets, Geraets |
| 6 martie 2022 16:00 | 2× 1×     | Raport  | 4×         | Mobiliar Arena, Gümligen Asistență: 1.250 Arbitri: Geraets, Geraets |

| 20 aprilie 2022 18:00 | Lituania  | 27 – 40 | Polonia  | Alytus Sports and Recreation Centre, Alytus Asistență: 300 Arbitri: Kull, Tint |
| 20 aprilie 2022 18:00 | Stropė 10 | (15–19) | Łabuda 9 | Alytus Sports and Recreation Centre, Alytus Asistență: 300 Arbitri: Kull, Tint |
| 20 aprilie 2022 18:00 | 3×        | Raport  | 7×       | Alytus Sports and Recreation Centre, Alytus Asistență: 300 Arbitri: Kull, Tint |

| 20 aprilie 2022 19:30 | Elveția | 10 – 0 | Rusia | St. Jakobshalle, Basel |
| 20 aprilie 2022 19:30 | Raport  |        |       | St. Jakobshalle, Basel |
| 20 aprilie 2022 19:30 |         |        |       | St. Jakobshalle, Basel |

| 23 aprilie 2022 | Rusia  | 0 – 10 | Lituania |  |
| 23 aprilie 2022 | Raport |        |          |  |
| 23 aprilie 2022 |        |        |          |  |

| 24 aprilie 2022 16:15 | Polonia       | 31 – 26 | Elveția        | Hala widowiskowo-sportowa RCS, Lubin Asistență: 550 Arbitri: Praštalo, Balvan |
| 24 aprilie 2022 16:15 | Zawistowska 9 | (19–11) | Kähr, Schmid 5 | Hala widowiskowo-sportowa RCS, Lubin Asistență: 550 Arbitri: Praštalo, Balvan |
| 24 aprilie 2022 16:15 | 3× 1×         | Raport  | 3× 1×          | Hala widowiskowo-sportowa RCS, Lubin Asistență: 550 Arbitri: Praštalo, Balvan |

### Grupa B
| Loc | Echipa         | MJ | V | E | Î | GM  | GP  | DG  | Pct | Calificare    |
| --- | -------------- | -- | - | - | - | --- | --- | --- | --- | ------------- |
| 1   | Danemarca      | 6  | 6 | 0 | 0 | 197 | 133 | +64 | 12  | Turneul final |
| 2   | România        | 6  | 3 | 1 | 2 | 183 | 169 | +14 | 7   | Turneul final |
| 3   | Austria        | 6  | 2 | 1 | 3 | 161 | 182 | −21 | 5   |               |
| 4   | Insulele Feroe | 6  | 0 | 0 | 6 | 120 | 177 | −57 | 0   |               |

| 6 octombrie 2021 17:30 CEST | România  | 26 – 19 | Insulele Feroe             | Sala Sporturilor, Mioveni Asistență: 1.000 Arbitri: Jakovljević, Sando |
| 6 octombrie 2021 17:30 CEST | Pintea 9 | (15–14) | Mittún, Samuelsen, Weyhe 4 | Sala Sporturilor, Mioveni Asistență: 1.000 Arbitri: Jakovljević, Sando |
| 6 octombrie 2021 17:30 CEST | 4× 2×    | Raport  | 3× 1×                      | Sala Sporturilor, Mioveni Asistență: 1.000 Arbitri: Jakovljević, Sando |

| 7 octombrie 2021 20:00 CEST | Danemarca | 27 – 22 | Austria       | Forum Horsens, Horsens Asistență: 2.407 Arbitri: Budzák, Záhradník |
| 7 octombrie 2021 20:00 CEST | Højlund 5 | (12–11) | Frey, Huber 4 | Forum Horsens, Horsens Asistență: 2.407 Arbitri: Budzák, Záhradník |
| 7 octombrie 2021 20:00 CEST | 1×        | Raport  | 3×            | Forum Horsens, Horsens Asistență: 2.407 Arbitri: Budzák, Záhradník |

| 10 octombrie 2021 17:15 CEST | Insulele Feroe | 19 – 39 | Danemarca | Høllin á Hálsi, Tórshavn Asistență: 1.150 Arbitri: Pétursson, Þrastarson |
| 10 octombrie 2021 17:15 CEST | Krossteig 4    | (5–18)  | Hansen 6  | Høllin á Hálsi, Tórshavn Asistență: 1.150 Arbitri: Pétursson, Þrastarson |
| 10 octombrie 2021 17:15 CEST | 2× 1×          | Raport  | 3× 2×     | Høllin á Hálsi, Tórshavn Asistență: 1.150 Arbitri: Pétursson, Þrastarson |

| 10 octombrie 2021 18:10 CEST | Austria | 33 – 33 | România    | BSFZ Südstadt, Maria Enzersdorf Asistență: 800 Arbitri: Konjičanin, Konjičanin |
| 10 octombrie 2021 18:10 CEST | Frey 7  | (11–16) | Bazaliu 11 | BSFZ Südstadt, Maria Enzersdorf Asistență: 800 Arbitri: Konjičanin, Konjičanin |
| 10 octombrie 2021 18:10 CEST | 5×      | Raport  | 5× 1×      | BSFZ Südstadt, Maria Enzersdorf Asistență: 800 Arbitri: Konjičanin, Konjičanin |

| 2 martie 2022 17:05 | România             | 28 – 35 | Danemarca | Sala Sporturilor, Mioveni Asistență: 1.800 Arbitri: Merz, Kuttler |
| 2 martie 2022 17:05 | Harabagiu, Pintea 6 | (13–19) | Friis 10  | Sala Sporturilor, Mioveni Asistență: 1.800 Arbitri: Merz, Kuttler |
| 2 martie 2022 17:05 | 3× 2×               | Raport  | 2×        | Sala Sporturilor, Mioveni Asistență: 1.800 Arbitri: Merz, Kuttler |

| 2 martie 2022 20:00 | Insulele Feroe | 24 – 29 | Austria  | Høllin á Hálsi, Tórshavn Asistență: 453 Arbitri: Kull, Tint |
| 2 martie 2022 20:00 | Mittún 6       | (12–15) | Kovács 8 | Høllin á Hálsi, Tórshavn Asistență: 453 Arbitri: Kull, Tint |
| 2 martie 2022 20:00 | 4× 1×          | Raport  | 4× 1×    | Høllin á Hálsi, Tórshavn Asistență: 453 Arbitri: Kull, Tint |

| 5 martie 2022 16:10 | Danemarca   | 32 – 27 | România         | Sydbank Arena, Odense Asistență: 2.236 Arbitri: Bounouara, Sami |
| 5 martie 2022 16:10 | Jørgensen 7 | (13–10) | Pintea, Tîrcă 7 | Sydbank Arena, Odense Asistență: 2.236 Arbitri: Bounouara, Sami |
| 5 martie 2022 16:10 | 4× 1×       | Raport  | 2×              | Sydbank Arena, Odense Asistență: 2.236 Arbitri: Bounouara, Sami |

| 5 martie 2022 17:30 | Austria    | 26 – 22 | Insulele Feroe | BSFZ Südstadt, Maria Enzersdorf Asistență: 800 Arbitri: Bocáková, Janošíková |
| 5 martie 2022 17:30 | Tomasini 5 | (14–10) | Geirsdóttir 12 | BSFZ Südstadt, Maria Enzersdorf Asistență: 800 Arbitri: Bocáková, Janošíková |
| 5 martie 2022 17:30 | 3× 1×      | Raport  | 2×             | BSFZ Südstadt, Maria Enzersdorf Asistență: 800 Arbitri: Bocáková, Janošíková |

| 20 aprilie 2022 20:25 | Austria | 22 – 38 | Danemarca             | Raiffeisen Sportpark, Graz Asistență: 1.700 Arbitri: Vujačić, Kažanegra |
| 20 aprilie 2022 20:25 | Frey 5  | (11–21) | Jørgensen, Tranborg 6 | Raiffeisen Sportpark, Graz Asistență: 1.700 Arbitri: Vujačić, Kažanegra |
| 20 aprilie 2022 20:25 | 1×      | Raport  | 1×                    | Raiffeisen Sportpark, Graz Asistență: 1.700 Arbitri: Vujačić, Kažanegra |

| 20 aprilie 2022 20:00 | Insulele Feroe | 21 – 31 | România  | Høllin á Hálsi, Tórshavn Asistență: 753 Arbitri: Stokes, Bartlett |
| 20 aprilie 2022 20:00 | Geirsdóttir 5  | (11–13) | Pintea 8 | Høllin á Hálsi, Tórshavn Asistență: 753 Arbitri: Stokes, Bartlett |
| 20 aprilie 2022 20:00 | 2×             | Raport  | 3× 1×    | Høllin á Hálsi, Tórshavn Asistență: 753 Arbitri: Stokes, Bartlett |

| 23 aprilie 2022 16:10 | Danemarca           | 26 – 15 | Insulele Feroe | Arena Næstved, Næstved Asistență: 2.524 Arbitri: Bytyqi, Kasapi |
| 23 aprilie 2022 16:10 | Hansen, Jørgensen 5 | (12–9)  | Weyhe 6        | Arena Næstved, Næstved Asistență: 2.524 Arbitri: Bytyqi, Kasapi |
| 23 aprilie 2022 16:10 | 6×                  | Raport  | 5× 2×          | Arena Næstved, Næstved Asistență: 2.524 Arbitri: Bytyqi, Kasapi |

| 24 aprilie 2022 17:00 | România  | 38 – 29 | Austria | Sala Sporturilor „Traian”, Râmnicu Vâlcea Asistență: 2.200 Arbitri: Hatipoğlu, Şimşek |
| 24 aprilie 2022 17:00 | Neagu 12 | (19–13) | Frey 6  | Sala Sporturilor „Traian”, Râmnicu Vâlcea Asistență: 2.200 Arbitri: Hatipoğlu, Şimşek |
| 24 aprilie 2022 17:00 | 4× 1×    | Raport  | 6×      | Sala Sporturilor „Traian”, Râmnicu Vâlcea Asistență: 2.200 Arbitri: Hatipoğlu, Şimşek |

### Grupa C
| Loc | Echipa        | MJ | V | E | Î | GM  | GP  | DG  | Pct | Calificare    |
| --- | ------------- | -- | - | - | - | --- | --- | --- | --- | ------------- |
| 1   | Țările de Jos | 6  | 6 | 0 | 0 | 184 | 106 | +78 | 12  | Turneul final |
| 2   | Germania      | 6  | 3 | 1 | 2 | 164 | 106 | +58 | 7   | Turneul final |
| 3   | Grecia        | 6  | 2 | 0 | 4 | 66  | 151 | −85 | 4   |               |
| 4   | Belarus       | 6  | 0 | 1 | 5 | 51  | 102 | −51 | 1   | Exclusă       |

| 6 octombrie 2021 18:00 CEST | Țările de Jos        | 38 – 27 | Belarus                         | Topsportcentrum, Almere Asistență: 3.550 Arbitri: Pîrvu, Potîrniche |
| 6 octombrie 2021 18:00 CEST | Malestein, Snelder 8 | (21–16) | Iejikova, Ilina, Vasilevskaia 6 | Topsportcentrum, Almere Asistență: 3.550 Arbitri: Pîrvu, Potîrniche |
| 6 octombrie 2021 18:00 CEST | 2×                   | Raport  | 3× 1×                           | Topsportcentrum, Almere Asistență: 3.550 Arbitri: Pîrvu, Potîrniche |

| 7 octombrie 2021 20:15 CEST | Germania | 36 – 10 | Grecia            | Arena Trier, Trier Asistență: 518 Arbitri: Stokes, Bartlett |
| 7 octombrie 2021 20:15 CEST | Berger 7 | (17–8)  | Chatziparasidou 3 | Arena Trier, Trier Asistență: 518 Arbitri: Stokes, Bartlett |
| 7 octombrie 2021 20:15 CEST | 1×       | Raport  | 3×                | Arena Trier, Trier Asistență: 518 Arbitri: Stokes, Bartlett |

| 10 octombrie 2021 16:00 CEST | Grecia                      | 14 – 35 | Țările de Jos             | Heraklion Arena, Heraklion Asistență: 110 Arbitri: Hofer, Schmidhuber |
| 10 octombrie 2021 16:00 CEST | Chatziparasidou, Gkatziou 3 | (6–21)  | Malestein, Van Wetering 6 | Heraklion Arena, Heraklion Asistență: 110 Arbitri: Hofer, Schmidhuber |
| 10 octombrie 2021 16:00 CEST | 3×                          | Raport  | 3× 1×                     | Heraklion Arena, Heraklion Asistență: 110 Arbitri: Hofer, Schmidhuber |

| 10 octombrie 2021 19:30 CEST | Germania   | 24 – 24 | Belarus        | Arena Trier, Trier Asistență: 667 Arbitri: Vranes, Wenninger |
| 10 octombrie 2021 19:30 CEST | Maidhof 10 | (12–13) | Vasilevskaia 5 | Arena Trier, Trier Asistență: 667 Arbitri: Vranes, Wenninger |
| 10 octombrie 2021 19:30 CEST | 4×         | Raport  | 5× 1×          | Arena Trier, Trier Asistență: 667 Arbitri: Vranes, Wenninger |

| 2 martie 2022 17:00 | Grecia | 10 – 0 | Belarus | Tasos Kampouris - Chalkida, Chalkis |
| 2 martie 2022 17:00 | Raport |        |         | Tasos Kampouris - Chalkida, Chalkis |
| 2 martie 2022 17:00 |        |        |         | Tasos Kampouris - Chalkida, Chalkis |

| 3 martie 2022 18:30 | Germania          | 25 – 31 | Țările de Jos  | Yayla Arena, Krefeld Asistență: 1.780 Arbitri: Konjičanin, Konjičanin |
| 3 martie 2022 18:30 | Bölk, Grijseels 6 | (12–10) | Van Wetering 6 | Yayla Arena, Krefeld Asistență: 1.780 Arbitri: Konjičanin, Konjičanin |
| 3 martie 2022 18:30 | 5× 1×             | Raport  | 6× 1×          | Yayla Arena, Krefeld Asistență: 1.780 Arbitri: Konjičanin, Konjičanin |

| 5 martie 2022 16:00 | Țările de Jos | 30 – 29 | Germania    | Topsportcentrum, Rotterdam Asistență: 2.000 Arbitri: Panayides, Andreou |
| 5 martie 2022 16:00 | Malestein 6   | (15–17) | Grijseels 7 | Topsportcentrum, Rotterdam Asistență: 2.000 Arbitri: Panayides, Andreou |
| 5 martie 2022 16:00 | 4× 1×         | Raport  | 4× 2×       | Topsportcentrum, Rotterdam Asistență: 2.000 Arbitri: Panayides, Andreou |

| 6 martie 2022 15:30 | Belarus | 0 – 10 | Grecia | Palatul Sporturilor, Minsk |
| 6 martie 2022 15:30 | Raport  |        |        | Palatul Sporturilor, Minsk |
| 6 martie 2022 15:30 |         |        |        | Palatul Sporturilor, Minsk |

| 21 aprilie 2022 19:30 | Grecia                       | 11 – 40 | Germania | Tasos Kampouris - Chalkida, Chalkis Asistență: 3.550 Arbitri: Pétursson, Þrastarson |
| 21 aprilie 2022 19:30 | Chatziparasidou, Kepesidou 3 | (5–19)  |          | Tasos Kampouris - Chalkida, Chalkis Asistență: 3.550 Arbitri: Pétursson, Þrastarson |
| 21 aprilie 2022 19:30 | 4× 2×                        | Raport  | 4× 1×    | Tasos Kampouris - Chalkida, Chalkis Asistență: 3.550 Arbitri: Pétursson, Þrastarson |

| 21 aprilie 2022 17:00 | Belarus | 0 – 10 | Țările de Jos | Palatul Sporturilor, Minsk |
| 21 aprilie 2022 17:00 | Raport  |        |               | Palatul Sporturilor, Minsk |
| 21 aprilie 2022 17:00 |         |        |               | Palatul Sporturilor, Minsk |

| 24 aprilie 2022 16:00 | Țările de Jos          | 40 – 11 | Grecia         | Topsportcentrum, Almere Asistență: 2.500 Arbitri: Weber, Weinquin |
| 24 aprilie 2022 16:00 | Nusser, Van Wetering 6 | (19–8)  | Argyropoulou 3 | Topsportcentrum, Almere Asistență: 2.500 Arbitri: Weber, Weinquin |
| 24 aprilie 2022 16:00 | 1×                     | Raport  | 4× 1×          | Topsportcentrum, Almere Asistență: 2.500 Arbitri: Weber, Weinquin |

| 24 aprilie 2022 16:00 | Belarus | 0 – 10 | Germania | Palatul Sporturilor, Minsk |
| 24 aprilie 2022 16:00 | Raport  |        |          | Palatul Sporturilor, Minsk |
| 24 aprilie 2022 16:00 |         |        |          | Palatul Sporturilor, Minsk |

### Grupa D
| Loc | Echipa  | MJ | V | E | Î | GM  | GP  | DG  | Pct | Calificare    |
| --- | ------- | -- | - | - | - | --- | --- | --- | --- | ------------- |
| 1   | Franța  | 6  | 5 | 0 | 1 | 171 | 134 | +37 | 10  | Turneul final |
| 2   | Croația | 6  | 3 | 0 | 3 | 145 | 144 | +1  | 6   | Turneul final |
| 3   | Ucraina | 4  | 1 | 0 | 3 | 85  | 103 | −18 | 2   |               |
| 4   | Cehia   | 4  | 1 | 0 | 3 | 107 | 127 | −20 | 2   |               |

| 6 octombrie 2021 21:00 CEST | Franța                               | 38 – 22 | Cehia                 | Palais des Sports Ghani-Yalouz, Besançon Asistență: 3.300 Arbitri: Sá, Sá |
| 6 octombrie 2021 21:00 CEST | Foppa, Horacek, Lassource, Nocandy 5 | (19–12) | Holanová, Jeřábková 3 | Palais des Sports Ghani-Yalouz, Besançon Asistență: 3.300 Arbitri: Sá, Sá |
| 6 octombrie 2021 21:00 CEST | 4× 1×                                | Raport  | 4× 2×                 | Palais des Sports Ghani-Yalouz, Besançon Asistență: 3.300 Arbitri: Sá, Sá |

| 7 octombrie 2021 17:30 CEST | Croația     | 22 – 23 | Ucraina  | Centar Zamet, Rijeka Asistență: 852 Arbitri: Christidi, Papamattheou |
| 7 octombrie 2021 17:30 CEST | Mičijević 8 | (15–11) | Glibko 6 | Centar Zamet, Rijeka Asistență: 852 Arbitri: Christidi, Papamattheou |
| 7 octombrie 2021 17:30 CEST | 1×          | Raport  | 8× 1×    | Centar Zamet, Rijeka Asistență: 852 Arbitri: Christidi, Papamattheou |

| 10 octombrie 2021 17:00 CEST | Ucraina  | 25 – 28 | Franța    | Sala de Sport a Universității de Stat, Sumî Asistență: 850 Arbitri: Kijauskaitė, Žalienė |
| 10 octombrie 2021 17:00 CEST | Glibko 9 | (15–16) | Nocandy 7 | Sala de Sport a Universității de Stat, Sumî Asistență: 850 Arbitri: Kijauskaitė, Žalienė |
| 10 octombrie 2021 17:00 CEST | 7× 1×    | Raport  | 3×        | Sala de Sport a Universității de Stat, Sumî Asistență: 850 Arbitri: Kijauskaitė, Žalienė |

| 10 octombrie 2021 17:20 CEST | Cehia        | 24 – 26 | Croația            | Datart Hala, Zlín Asistență: 1.000 Arbitri: Năstase, Stancu |
| 10 octombrie 2021 17:20 CEST | Jeřábková 11 | (14–14) | Krsnik, Blažević 6 | Datart Hala, Zlín Asistență: 1.000 Arbitri: Năstase, Stancu |
| 10 octombrie 2021 17:20 CEST | 2× 1×        | Raport  | 5× 3×              | Datart Hala, Zlín Asistență: 1.000 Arbitri: Năstase, Stancu |

| 2 martie 2022 16:00 | Ucraina | – | Cehia |  |
| 2 martie 2022 16:00 | (–)     |   |       |  |
| 2 martie 2022 16:00 | Raport  |   |       |  |

| 3 martie 2022 18:00 | Croația | 19 – 21 | Franța      | Sportska dvorana „Fran Galović”, Koprivnica Asistență: 1.200 Arbitri: Ilieva, Karbeska |
| 3 martie 2022 18:00 | Mamić 5 | (8–12)  | Lassource 4 | Sportska dvorana „Fran Galović”, Koprivnica Asistență: 1.200 Arbitri: Ilieva, Karbeska |
| 3 martie 2022 18:00 | 1×      | Raport  | 2×          | Sportska dvorana „Fran Galović”, Koprivnica Asistență: 1.200 Arbitri: Ilieva, Karbeska |

| 5 martie 2022 19:00 | Cehia  | – | Ucraina | Sportovní hala UP, Olomouc |
| 5 martie 2022 19:00 | (–)    |   |         | Sportovní hala UP, Olomouc |
| 5 martie 2022 19:00 | Raport |   |         | Sportovní hala UP, Olomouc |

| 6 martie 2022 17:30 | Franța            | 27 – 19 | Croația         | Palais des sports André-Brouat, Toulouse Asistență: 4.000 Arbitri: Vranes, Wenninger |
| 6 martie 2022 17:30 | patru jucătoare 4 | (13–9)  | Milosavljević 4 | Palais des sports André-Brouat, Toulouse Asistență: 4.000 Arbitri: Vranes, Wenninger |
| 6 martie 2022 17:30 | 4×                | Raport  | 5× 1×           | Palais des sports André-Brouat, Toulouse Asistență: 4.000 Arbitri: Vranes, Wenninger |

| 20 aprilie 2022 18:00 | Ucraina  | 19 – 26 | Croația | Raiffeisen Sportpark, Graz Asistență: 450 Arbitri: Christiansen, Hansen |
| 20 aprilie 2022 18:00 | Glibko 5 | (11–12) | Turk 7  | Raiffeisen Sportpark, Graz Asistență: 450 Arbitri: Christiansen, Hansen |
| 20 aprilie 2022 18:00 | 3× 1×    | Raport  | 1×      | Raiffeisen Sportpark, Graz Asistență: 450 Arbitri: Christiansen, Hansen |

| 20 aprilie 2022 20:00 | Cehia                 | 31 – 30 | Franța            | Městská sportovní hala TJ Lokomotiva, Plzeň Asistență: 1.200 Arbitri: Merz, Kuttler |
| 20 aprilie 2022 20:00 | Jeřábková, Korešová 8 | (16–13) | Foppa, Toublanc 4 | Městská sportovní hala TJ Lokomotiva, Plzeň Asistență: 1.200 Arbitri: Merz, Kuttler |
| 20 aprilie 2022 20:00 | 4× 2×                 | Raport  | 3× 1×             | Městská sportovní hala TJ Lokomotiva, Plzeň Asistență: 1.200 Arbitri: Merz, Kuttler |

| 23 aprilie 2022 19:30 | Franța    | 27 – 18 | Ucraina  | Docks Océane, Le Havre Asistență: 2.800 Arbitri: Weijmans, Wolbertus |
| 23 aprilie 2022 19:30 | Horacek 5 | (9–6)   | Glibko 5 | Docks Océane, Le Havre Asistență: 2.800 Arbitri: Weijmans, Wolbertus |
| 23 aprilie 2022 19:30 | 1× 2×     | Raport  | 2×       | Docks Océane, Le Havre Asistență: 2.800 Arbitri: Weijmans, Wolbertus |

| 24 aprilie 2022 18:00 | Croația     | 33 – 30 | Cehia      | Sportska dvorana „Žatika”, Poreč Asistență: 1.400 Arbitri: Xhema, Jahja |
| 24 aprilie 2022 18:00 | Blažević 11 | (13–14) | Korešová 9 | Sportska dvorana „Žatika”, Poreč Asistență: 1.400 Arbitri: Xhema, Jahja |
| 24 aprilie 2022 18:00 | 4× 2×       | Raport  | 4× 1×      | Sportska dvorana „Žatika”, Poreč Asistență: 1.400 Arbitri: Xhema, Jahja |

### Grupa E
| Loc | Echipa     | MJ | V | E | Î | GM  | GP  | DG  | Pct | Calificare    |
| --- | ---------- | -- | - | - | - | --- | --- | --- | --- | ------------- |
| 1   | Ungaria    | 6  | 5 | 0 | 1 | 177 | 146 | +31 | 10  | Turneul final |
| 2   | Spania     | 6  | 5 | 0 | 1 | 173 | 149 | +24 | 10  | Turneul final |
| 3   | Portugalia | 6  | 2 | 0 | 4 | 132 | 160 | −28 | 4   |               |
| 4   | Slovacia   | 6  | 0 | 0 | 6 | 137 | 164 | −27 | 0   |               |

| 6 octombrie 2021 18:00 CEST | Ungaria   | 34 – 24 | Portugalia | ÉRDARÉNA, Érd Asistență: 1.800 Arbitri: Kulović, Škaljić |
| 6 octombrie 2021 18:00 CEST | Klujber 9 | (17–15) | Resende 5  | ÉRDARÉNA, Érd Asistență: 1.800 Arbitri: Kulović, Škaljić |
| 6 octombrie 2021 18:00 CEST | 3× 1×     | Raport  | 4×         | ÉRDARÉNA, Érd Asistență: 1.800 Arbitri: Kulović, Škaljić |

| 6 octombrie 2021 20:45 CEST | Spania                | 33 – 28 | Slovacia             | Pabellón Fernando Argüelles, Antequera Asistență: 1.400 Arbitri: Backović, Palačković |
| 6 octombrie 2021 20:45 CEST | Fernández, González 6 | (17–11) | Szarková, Trúnková 7 | Pabellón Fernando Argüelles, Antequera Asistență: 1.400 Arbitri: Backović, Palačković |
| 6 octombrie 2021 20:45 CEST | 4× 1×                 | Raport  | 4×                   | Pabellón Fernando Argüelles, Antequera Asistență: 1.400 Arbitri: Backović, Palačković |

| 9 octombrie 2021 18:00 CEST | Portugalia | 22 – 23 | Spania           | Pavilhão Municipal de Paredes, Paredes Asistență: 1.305 Arbitri: Geraets, Geraets |
| 9 octombrie 2021 18:00 CEST | Unjanque 6 | (11–14) | Barbosa Cabral 6 | Pavilhão Municipal de Paredes, Paredes Asistență: 1.305 Arbitri: Geraets, Geraets |
| 9 octombrie 2021 18:00 CEST | 5× 2×      | Raport  | 4× 1×            | Pavilhão Municipal de Paredes, Paredes Asistență: 1.305 Arbitri: Geraets, Geraets |

| 10 octombrie 2021 17:30 CEST | Slovacia    | 28 – 30 | Ungaria  | Športová Hala, Topoľčany Asistență: 650 Arbitri: Novikov, Rojkov |
| 10 octombrie 2021 17:30 CEST | Szarková 10 | (14–13) | Lukács 6 | Športová Hala, Topoľčany Asistență: 650 Arbitri: Novikov, Rojkov |
| 10 octombrie 2021 17:30 CEST | 2×          | Raport  | 3×       | Športová Hala, Topoľčany Asistență: 650 Arbitri: Novikov, Rojkov |

| 2 martie 2022 18:00 | Ungaria                    | 28 – 30 | Spania              | Sala de sport multifuncțională, Tatabánya Asistență: 4.500 Arbitri: Vujačić, Kažanegra |
| 2 martie 2022 18:00 | Klujber, Szöllősi-Zácsik 7 | (16–13) | Gutiérrez Bermejo 9 | Sala de sport multifuncțională, Tatabánya Asistență: 4.500 Arbitri: Vujačić, Kažanegra |
| 2 martie 2022 18:00 | 3×                         | Raport  | 1×                  | Sala de sport multifuncțională, Tatabánya Asistență: 4.500 Arbitri: Vujačić, Kažanegra |

| 3 martie 2022 20:00 | Portugalia | 24 – 21 | Slovacia   | Pavilhão Municipal, Paredes Asistență: 1.500 Arbitri: Thiyagarajah, Thiyagarajah |
| 3 martie 2022 20:00 | Lima 5     | (13–10) | Holejová 5 | Pavilhão Municipal, Paredes Asistență: 1.500 Arbitri: Thiyagarajah, Thiyagarajah |
| 3 martie 2022 20:00 | 3× 1×      | Raport  | 3× 2×      | Pavilhão Municipal, Paredes Asistență: 1.500 Arbitri: Thiyagarajah, Thiyagarajah |

| 5 martie 2022 20:00 | Spania              | 27 – 30 | Ungaria                    | Palacio de Deportes, Santander Asistență: 5.000 Arbitri: Sekulić, Jovandić |
| 5 martie 2022 20:00 | Gutiérrez Bermejo 5 | (15–15) | Klujber, Szöllősi-Zácsik 6 | Palacio de Deportes, Santander Asistență: 5.000 Arbitri: Sekulić, Jovandić |
| 5 martie 2022 20:00 | 3× 1×               | Raport  | 5×                         | Palacio de Deportes, Santander Asistență: 5.000 Arbitri: Sekulić, Jovandić |

| 6 martie 2022 15:00 | Slovacia   | 21 – 23 | Portugalia | Športová Hala, Topoľčany Asistență: 650 Arbitri: Mikelić, Parađina |
| 6 martie 2022 15:00 | Trúnková 6 | (14–12) | Da Silva 6 | Športová Hala, Topoľčany Asistență: 650 Arbitri: Mikelić, Parađina |
| 6 martie 2022 15:00 | 7× 3×      | Raport  | 4×         | Športová Hala, Topoľčany Asistență: 650 Arbitri: Mikelić, Parađina |

| 20 aprilie 2022 20:00 | Slovacia | 20 – 29 | Spania                     | Chemkostav Aréna, Michalovce Asistență: 700 Arbitri: Iovcev, Ioncev |
| 20 aprilie 2022 20:00 | Trúnková | (8–13)  | Arcos, Cabral, Rodríguez 3 | Chemkostav Aréna, Michalovce Asistență: 700 Arbitri: Iovcev, Ioncev |
| 20 aprilie 2022 20:00 | 3× 1×    | Raport  | 1×                         | Chemkostav Aréna, Michalovce Asistență: 700 Arbitri: Iovcev, Ioncev |

| 21 aprilie 2022 20:00 | Portugalia               | 18 – 30 | Ungaria   | Pavilhão Desportivo Municipal, Loulé Asistență: 800 Arbitri: Ciulei, Stănescu |
| 21 aprilie 2022 20:00 | Resende, Sabino, Sousa 3 | (9–14)  | Kuczora 7 | Pavilhão Desportivo Municipal, Loulé Asistență: 800 Arbitri: Ciulei, Stănescu |
| 21 aprilie 2022 20:00 | 2× 1×                    | Raport  | 4× 2×     | Pavilhão Desportivo Municipal, Loulé Asistență: 800 Arbitri: Ciulei, Stănescu |

| 24 aprilie 2022 19:00 | Spania       | 31 – 21 | Portugalia | Pabellón Polideportivo, O Porriño Arbitri: Rauchs, Linster |
| 24 aprilie 2022 19:00 | Vegué Pena 7 | (14–11) | Sabino 7   | Pabellón Polideportivo, O Porriño Arbitri: Rauchs, Linster |
| 24 aprilie 2022 19:00 | 4× 1×        | Raport  | 6× 1×      | Pabellón Polideportivo, O Porriño Arbitri: Rauchs, Linster |

| 24 aprilie 2022 19:45 | Ungaria   | 25 – 19 | Slovacia                         | ÉRDARÉNA, Érd Asistență: 2.200 Arbitri: Kijauskaitė, Žalienė |
| 24 aprilie 2022 19:45 | Kuczora 5 | (16–9)  | Holejová, Popovcová, Rajnohová 4 | ÉRDARÉNA, Érd Asistență: 2.200 Arbitri: Kijauskaitė, Žalienė |
| 24 aprilie 2022 19:45 | 4× 1×     | Raport  | 3× 1×                            | ÉRDARÉNA, Érd Asistență: 2.200 Arbitri: Kijauskaitė, Žalienė |

### Grupa F
| Loc | Echipa  | MJ | V | E | Î | GM  | GP  | DG  | Pct | Calificare    |
| --- | ------- | -- | - | - | - | --- | --- | --- | --- | ------------- |
| 1   | Suedia  | 6  | 5 | 0 | 1 | 177 | 133 | +44 | 10  | Turneul final |
| 2   | Serbia  | 6  | 4 | 0 | 2 | 170 | 156 | +14 | 8   | Turneul final |
| 3   | Islanda | 6  | 2 | 0 | 4 | 143 | 160 | −17 | 4   |               |
| 4   | Turcia  | 6  | 1 | 0 | 5 | 153 | 194 | −41 | 2   |               |

| 6 octombrie 2021 18:00 CEST | Serbia      | 36 – 27 | Turcia  | Kristalna dvorana, Zrenjanin Asistență: 1.000 Arbitri: Covalciuc, Covalciuc |
| 6 octombrie 2021 18:00 CEST | Stojković 6 | (21–13) | İskit 6 | Kristalna dvorana, Zrenjanin Asistență: 1.000 Arbitri: Covalciuc, Covalciuc |
| 6 octombrie 2021 18:00 CEST | 5× 2×       | Raport  | 1×      | Kristalna dvorana, Zrenjanin Asistență: 1.000 Arbitri: Covalciuc, Covalciuc |

| 7 octombrie 2021 19:00 CEST | Suedia    | 30 – 17 | Islanda        | STIGA Sports Arena, Eskilstuna Asistență: 2.184 Arbitri: Jerlecki, Łabuń |
| 7 octombrie 2021 19:00 CEST | Roberts 6 | (14–5)  | Sturludóttir 4 | STIGA Sports Arena, Eskilstuna Asistență: 2.184 Arbitri: Jerlecki, Łabuń |
| 7 octombrie 2021 19:00 CEST | 3× 1×     | Raport  | 3× 1×          | STIGA Sports Arena, Eskilstuna Asistență: 2.184 Arbitri: Jerlecki, Łabuń |

| 10 octombrie 2021 17:00 CEST | Turcia  | 23 – 31 | Suedia      | Porsuk Spor Salonu, Eskişehir Asistență: 500 Arbitri: Aghakishi, Aghakishi |
| 10 octombrie 2021 17:00 CEST | Şahin 7 | (12–15) | Strömberg 6 | Porsuk Spor Salonu, Eskişehir Asistență: 500 Arbitri: Aghakishi, Aghakishi |
| 10 octombrie 2021 17:00 CEST | 5×      | Raport  | 3× 1×       | Porsuk Spor Salonu, Eskişehir Asistență: 500 Arbitri: Aghakishi, Aghakishi |

| 10 octombrie 2021 18:00 CEST | Islanda        | 23 – 21 | Serbia                | Íþróttamiðstöð Hauka, Hafnarfjörður Asistență: 957 Arbitri: Bounouara, Sami |
| 10 octombrie 2021 18:00 CEST | Júlíusdóttir 7 | (10–8)  | Liščević, Stojković 4 | Íþróttamiðstöð Hauka, Hafnarfjörður Asistență: 957 Arbitri: Bounouara, Sami |
| 10 octombrie 2021 18:00 CEST | 3× 2×          | Raport  | 2×                    | Íþróttamiðstöð Hauka, Hafnarfjörður Asistență: 957 Arbitri: Bounouara, Sami |

| 2 martie 2022 17:00 | Turcia  | 30 – 29 | Islanda    | Kastamonu Merkez Spor Salonu, Kastamonu Asistență: 3.500 Arbitri: Metalari, Nikolovski |
| 2 martie 2022 17:00 | İskit 8 | (15–16) | Thompson 7 | Kastamonu Merkez Spor Salonu, Kastamonu Asistență: 3.500 Arbitri: Metalari, Nikolovski |
| 2 martie 2022 17:00 | 3× 2×   | Raport  | 4×         | Kastamonu Merkez Spor Salonu, Kastamonu Asistență: 3.500 Arbitri: Metalari, Nikolovski |

| 3 martie 2022 18:00 | Serbia  | 24 – 21 | Suedia    | Kristalna dvorana, Zrenjanin Asistență: 2.000 Arbitri: Lovin, Stancu |
| 3 martie 2022 18:00 | Lavko 6 | (10–9)  | Hagman 10 | Kristalna dvorana, Zrenjanin Asistență: 2.000 Arbitri: Lovin, Stancu |
| 3 martie 2022 18:00 | 1× 2×   | Raport  | 3× 1×     | Kristalna dvorana, Zrenjanin Asistență: 2.000 Arbitri: Lovin, Stancu |

| 5 martie 2022 17:00 | Suedia    | 33 – 25 | Serbia   | Bad - Ystad Arena, Ystad Asistență: 2.353 Arbitri: Sá, Sá |
| 5 martie 2022 17:00 | Roberts 8 | (17–14) | Agbaba 4 | Bad - Ystad Arena, Ystad Asistență: 2.353 Arbitri: Sá, Sá |
| 5 martie 2022 17:00 | 5× 1×     | Raport  | 3× 1×    | Bad - Ystad Arena, Ystad Asistență: 2.353 Arbitri: Sá, Sá |

| 6 martie 2022 17:00 | Islanda       | 29 – 22 | Turcia  | Íþróttamiðstöð Hauka, Ásvöllum, Hafnarfjörður Asistență: 1.107 Arbitri: Hannes, Hannes |
| 6 martie 2022 17:00 | Ómarsdóttir 7 | (15–9)  | Şahin 8 | Íþróttamiðstöð Hauka, Ásvöllum, Hafnarfjörður Asistență: 1.107 Arbitri: Hannes, Hannes |
| 6 martie 2022 17:00 | 1× 2×         | Raport  | 1× 2×   | Íþróttamiðstöð Hauka, Ásvöllum, Hafnarfjörður Asistență: 1.107 Arbitri: Hannes, Hannes |

| 20 aprilie 2022 16:30 | Turcia  | 30 – 36 | Serbia           | Kastamonu Merkez Spor Salonu, Kastamonu Asistență: 3.700 Arbitri: Andorka, Hucker |
| 20 aprilie 2022 16:30 | İskit 6 | (16–17) | Radosavljević 10 | Kastamonu Merkez Spor Salonu, Kastamonu Asistență: 3.700 Arbitri: Andorka, Hucker |
| 20 aprilie 2022 16:30 | 7×      | Raport  | 3× 1×            | Kastamonu Merkez Spor Salonu, Kastamonu Asistență: 3.700 Arbitri: Andorka, Hucker |

| 20 aprilie 2022 21:45 | Islanda      | 23 – 29 | Suedia                     | Íþróttamiðstöð Hauka, Ásvöllum, Hafnarfjörður Asistență: 1.203 Arbitri: Braseth, Sundet |
| 20 aprilie 2022 21:45 | Jónsdóttir 6 | (12–17) | Hagman, Hansson, Roberts 5 | Íþróttamiðstöð Hauka, Ásvöllum, Hafnarfjörður Asistență: 1.203 Arbitri: Braseth, Sundet |
| 20 aprilie 2022 21:45 | 2× 1×        | Raport  | 2×                         | Íþróttamiðstöð Hauka, Ásvöllum, Hafnarfjörður Asistență: 1.203 Arbitri: Braseth, Sundet |

| 23 aprilie 2022 18:00 | Serbia        | 28 – 22 | Islanda                                   | Kristalna dvorana, Zrenjanin Asistență: 3.000 Arbitri: Lindenbaum, Laron |
| 23 aprilie 2022 18:00 | Stoiljković 7 | (19–15) | Björnsdóttir, Erlingsdóttir, Jónsdóttir 4 | Kristalna dvorana, Zrenjanin Asistență: 3.000 Arbitri: Lindenbaum, Laron |
| 23 aprilie 2022 18:00 | 4×            | Raport  | 2× 3×                                     | Kristalna dvorana, Zrenjanin Asistență: 3.000 Arbitri: Lindenbaum, Laron |

| 23 aprilie 2022 18:10 | Suedia           | 33 – 21 | Turcia  | Helsingborg Arena, Helsingborg Asistență: 2.307 Arbitri: Ilievski, Ilievski |
| 23 aprilie 2022 18:10 | Hagman, Petrén 5 | (13–9)  | Şahin 6 | Helsingborg Arena, Helsingborg Asistență: 2.307 Arbitri: Ilievski, Ilievski |
| 23 aprilie 2022 18:10 | 1×               | Raport  | 4× 2×   | Helsingborg Arena, Helsingborg Asistență: 2.307 Arbitri: Ilievski, Ilievski |